# Mario Mihaljević
Mario Mihaljević (1951.), hrvatski je radijski voditelj, novinar, pjesnik i skladatelj zabavne glazbe.
Radio je za Hrvatski radio od 1970. godine. Poznat je njegov rad u emisiji Zeleni megaherc. Poznat je kao autor stihova za pjesmu "Džuli" s kojom je Danijel Popović osvojio 4. mjesto na Euroviziji 1983. te koračnice Hrvatine koju je izveo Đuka Čaić. Pisao je stihove za Mišu Kovača, Krunoslava Slabinca, Nedu Ukraden (Vrati se s kišom),  glazbu za Slavonske Lole.
1990-ih je vodio HDZ-ove i HSP-ove stranačke skupove.
2009. je godine predložio da kultna dječja pjesma Zeko i potočić dobije spomenik u Osijeku koji bi se nalazio na Trgu bana Jelačića, ispred zgrade Dječjeg kazališta. Kao alternativu predlažu Perivoj kralja Tomislava, kraj Drvengrada.
Sin je Branka Mihaljevića, hrvatskog skladatelja, književnika, novinara i radijskog urednika. Mariov sin Branimir Mihaljević je aranžer, producent, pjevač i skladatelj.